# Brandenburgklasse
De F123 Brandenburgklasse is een klasse van Duitse fregatten. Deze fregatten werden in juni 1989 door de Duitse Marine besteld als vervanging van de torpedobootjagers van de Hamburgklasse. Ze kwamen tussen 1994 en 1996 in dienst en waren vooral bedoeld voor anti-onderzeeboot missies, maar dragen ook bij aan luchtverdediging, commando over troepen en landoperaties. Het ontwerp bevat stealth karakteristieken.
Momenteel wordt de klasse opgewaardeerd onder auspiciën van het "Fähigkeitsanpassung" FüWES (FAF) project. Het belangrijkste onderdeel dat wordt aangepast is het Combat Management System, waar een versie van het Thales Nederland TATICOS systeem zal worden gebruikt.

## Schepen
| Romp- nummer | Naam                   | Call sign | Kiellegging      | Scheepswerf   | Tewaterlating    | In dienst        |
| ------------ | ---------------------- | --------- | ---------------- | ------------- | ---------------- | ---------------- |
| F215         | Brandenburg            | DRAH      | 11 februari 1992 | Blohm+Voss    | 28 augustus 1992 | 14 oktober 1994  |
| F216         | Schleswig-Holstein     | DRAI      | 1 juli 1993      | HDW           | 8 juni 1994      | 24 november 1995 |
| F217         | Bayern                 | DRAJ      | 16 december 1993 | Nordseewerke  | 30 juni 1994     | 15 juni 1996     |
| F218         | Mecklenburg-Vorpommern | DRAK      | 23 november 1993 | Bremer Vulkan | 23 februari 1995 | 1 december 1996  |

Alle schepen van deze klasse zijn vernoemd naar Duitse Bundesländer. Ze zijn gestationeerd in Wilhelmshaven als 2. Fregattengeschwader van de Deutsche Marine.